# Hyperolius vilhenai
Hyperolius vilhenai är en groddjursart som beskrevs av Laurent 1964. Hyperolius vilhenai ingår i släktet Hyperolius och familjen gräsgrodor. IUCN kategoriserar arten globalt som otillräckligt studerad. Inga underarter finns listade i Catalogue of Life.